# Emilie Dormann
Emilie Dormann (Neudorf, 19 april 1872 - Luzern, 27 april 1950) was een Zwitserse verpleegkundige en geestelijke.

## Biografie

### Afkomst
Emilie Dormann was een dochter van Josef Dormann, een handelaar en landbouwer, en van Anna Stocker. Na het overlijden van haar ouders werd ze in Meggen grootgebracht door enerzijds haar peter, Albert Scherer, die wijnhandelaar was en ook burgemeester, en lid van de Grote Raad van Luzern, en anderzijds door haar meter Anna Amrein, die de echtgenote was van Albert was en die voorzitster was van de Gemeinnützigen Frauenverein Luzern.

### Verpleegster
Dormann liep school aan het instituut van Colombier en volgde nadien een verpleegstersopleiding. Van 1891 tot 1909 was ze actief als assistente van dokter Albert Stocker in Luzern. In 1910 trad ze toe tot de gemeenschap van Sankt-Anna, opgericht door Wilhelm Meier, waarvan ze aan het hoofd stond tot 1947. Als pionier in de verpleegkunde wist ze van de instelling een modern ziekenhuis te maken. Ze opende nieuwe afdelingen in Lugano en Fribourg en richtte in 1927 een missie op in Brits-Indië.